# بابلو فيلازكيز
بابلو فيلازكيز (بالإسبانية: Pablo Velázquez) هو لاعب كرة قدم باراغواياني في مركز الهجوم، ولد في 12 مارس 1987 في أسونسيون في باراغواي. شارك مع منتخب باراغواي تحت 20 سنة لكرة القدم ومنتخب باراغواي لكرة القدم. أما مع النوادي، فقد لعب مع أتلتيكو ناسيونال ونادي تولوكا ونادي سان لورينزو ونادي ليبرتاد وناسيونال ماديرا.

## وصلات خارجية
- بابلو فيلازكيز على موقع الاتحاد الدولي (مؤرشف)  (الإنجليزية)
- بابلو فيلازكيز على موقع إي إس بي إن إف سي (الإنجليزية)
- بابلو فيلازكيز على موقع قاعدة بيانات كرة القدم.إي يو (الإنجليزية)
- بابلو فيلازكيز على موقع ناشيونال فوتبول تيمز (الإنجليزية)
- بابلو فيلازكيز على موقع Soccerway.com (الإنجليزية)
- بابلو فيلازكيز على موقع AS.com (الإسبانية)